# Transglutaminase
Transglutaminaser (eller mere præcist: Protein-Glutamin-γ-Glutamyltransferaser) er nogle enzymer, som kan skabe netagtige forbindelser inde i eller mellem proteiner. Derved bliver det oprindelige materiale ændret kraftigt. Et eksempel er sammenbindingen af fibrin ved blodets koagulering. Transglutaminaser findes i alle eukaryoter, og hos mennesket kender man otte af denne type enzymer. Ud over blodkoagulering medvirker de ved stabilisering af forskellige strukturproteiner. Mutationer i disse proteiner skaber arvelige sygdomme.
De fleste af de transglutaminaser, der kendes hos højere organismer, er afhængige af calcium, men der findes også transglutaminaser hos bakterier, som ikke har denne afhængighed (f.eks. hos Streptomyces mobaraensis).

## Katalyserede processer
Transglutaminaser katalyserer en overførsel af acyl fra rester af  glutamin til primære aminer. Det cystein (E-SH), som sidder i transglutaminasernes aktive centrum, reagerer først og danner et acyl-S-enzym-kompleks. Her frigøres ammoniumioner. I næste skridt sker der en omdannelse ved hjælp af et primært amid ud fra en tilstedeværende amin og under frigørelse af enzymet. Den nydannede isopeptidbinding er meget stabil, da den ikke spaltes af proteaseenzym.

## Lægeligt
Vævstransglutaminase (Ttransglutaminase 2, TG2) har fået en fremragende betydning for diagnosticering af cøliaki. Denne ufordragelighed overfor levnedsmidler medfører, at patienten danner antistof mod transglutaminase i ens eget væv. Påvisningen af dette antistoffer (IgA-anti-TG2-Antikörper) anses for den vigtigste, laboratorietest for cøliaki. Den giver tilnærmelsesvis 100 % negativt bevis, mens dens evne til at påvise problemet hos vedkommende patient ligger på ca. 72% 

## Anvendelse som kødlim
I kødindustrien anvender man transglutaminase til at netforbinde proteiner i pølsevarer og ved “restrukturering” af forskellige stykker kød til ”kød sammensat af flere stykker” og f.eks. også fiske- og mælkeprodukter. Hertil bruger man den calciumuafhængige transglutaminase fra bakterien Streptomyces mobaraensis. Produktet må bruges som tilsætningsstof, men der er ikke krav om en egentlig deklaration af det i listen over tilsætningsstoffer.